# Stazione di Camposano
La stazione di Camposano è una stazione della ferrovia Circumvesuviana, sita nell'omonimo comune.
Si trova sulla ferrovia Napoli-Nola-Baiano.

## Strutture e impianti
La stazione dispone di un fabbricato viaggiatori. All'interno della stazione si contano un binario, muniti di un marciapiede.

## Movimento
Il traffico passeggeri della stazione è abbastanza modesto, dovuto alla bassa densità abitativa della zona ed incentrato soprattutto nelle ore di punta.